# Florian Panzner
Florian Panzner (ur. 20 lipca 1976 w Bielefeld) – niemiecki aktor filmowy i telewizyjny.

## Życiorys
Studiował w College of Film and Television w Poczdamie. W 2000 zagrał rolę Truffaldino w komedii Carlo Goldoniego Sługa dwóch panów w berlińskim Theater unterm Dach, w reżyserii Petera Zimmermanna.
Za rolę Hagena w filmie dyplomowym Biała cisza (Weiße Stille, 2004) został nagrodzony w 2005 na Węgierskim Międzynarodowym Festiwalu Młodych Filmowców Cinefest jako najlepszy aktor.
W filmie ZDF/Arte Na granicy (An die Grenze, 2007) zagrał kaprala Gappę. W serialu kryminalnym ARD Komisarz Laurenti (2006–2009) wystąpił jako Antonio Sgubin, asystent komisarza Proteo Laurentiego (Henry Hübchen). W dramacie telewizyjnym science fiction TRUST.Wohltat (2007) został obsadzony w głównej roli jako Luca Permann.

## Filmografia

### Filmy fabularne
- 1999: Wege in die Nacht
- 2000: Legenda Rity jako Grenzer
- 2001: Stacja końcowa (Endstation Tanke) jako Marek
- 2001: Ostateczne rozwiązanie (TV) jako szofer Luhera
- 2001: Tunel ku wolności (Der Tunnel) jako Heiner
- 2002: Tatuaż (Tattoo) jako Poscher
- 2003: Światła (Lichter) jako mężczyzna z alternatorem
- 2003: Luter jako Student 2
- 2005: Fałszywe zgłoszenie (Falscher Bekenner) jako Stefan Steeb
- 2007: Wie küsst man einen Millionär? (TV) jako Rico
- 2008: Walkiria jako drugi porucznik Hagen
- 2013: Mord in Eberswalde (TV) jako Stefan Witt
- 2014: Piękna i książę (Siebenschön, TV) jako Baron von und zu Wildungen
- 2016: Wakacyjny trójkąt (Eine Sommerliebe zu Dritt, TV) jako Martin
- 2020: Erzgebirgskrimi: Tödlicher Akkord (TV) jako Thomas Majewski

### Seriale TV
- 2001: HeliCops – Einsatz über Berlin jako Mäx Hartmann
- 2001: Balko jako Ulf Pomerowski
- 2003: Telefon 110 (Polizeiruf 110: Abseitsfalle) jako Frank Mathias
- 2004: Tatort: Gefährliches Schweigen jako Bernd „Boogie“ Borgwardt
- 2006: Kobra – oddział specjalny – odc. Lauras Entscheidung jako Ralf Hartwig
- 2006: Tatort: Blutdiamanten jako Heiner Matzek
- 2007: Tatort: Schwelbrand jako Wolfgang Brüder
- 2009: Wilki z Berlina (Die Wölfe) jako Horst Seifert
- 2009: Kobra – oddział specjalny – odc. Geliebter Feind jako Nico Schulz
- 2009: Kommissarin Lucas: Vergessen und Vergeben jako Tobias Hübner
- 2014: Tatort: Großer schwarzer Vogel jako Nico Lohmann
- 2014: Przekraczając granice jako Max
- 2015: Kobra – oddział specjalny – odc. Tag der Abrechnung jako Marco Groß
- 2017: Tatort: Der scheidende Schupo jako Ringo Kruschwitz
- 2017: Tatort: Nachbarn jako Jens Scholten
- 2017: Babylon Berlin jako major Scheer
- 2018: Tatort: KI jako Bernd Fehling